# Jairo de Macedo da Silva
Jairo de Macedo da Silva (Rio de Janeiro, 6 maggio 1992) è un calciatore brasiliano, attaccante del Pafos.

## Caratteristiche tecniche
È un'ala sinistra.

## Carriera

### Hajduk Spalato
Il 16 luglio 2018 si accasa tra le file del Hajduk Spalato prendendo il 21 come numero di maglia. Fa il suo debutto il 29 luglio subentrando al posto di Fran Tudor alla terza giornata di campionato persa in trasferta per 4-1 contro l'Osijek. Il 1º settembre segna la prima rete con i Bili nella trasferta di campionato pareggiata 1-1 contro il Slaven Belupo. Il 1º dicembre segna una doppietta nella vittoria in trasferta per 4-1 contro il Rudeš. Il 3 marzo 2019 mette a referto nuovamente una doppietta, questa volta nella vittoria in trasferta per 3-1 contro l'Inter Zaprešić. Chiude la prima stagione in campionato con 13 reti e 8 assist, venendo inserito tra i migliori 11 in 1.HNL. Al termine dell'anno solare 2019 è il giocatore dei Majstori s mora con più presenze e più assist. Il 2 marzo 2021 segna, dopo sei mesi dall'ultima rete, una doppietta nella vittoria per 3-0 ai danni del NK Zagabria nella partita valida per gli ovttavi di finale di Coppa di Croazia. Il 25 aprile disputando il derby perso per 2-0 contro la Dinamo Zagabria raggiunge quota 100 presenze in partite ufficiali con il club spalatino.

### Pafos
Il 19 agosto 2021 viene ufficializzato il suo passaggio tra le file del Pafos.

## Palmarès

### Club

#### Competizioni nazionali
- Campionato slovacco: 1

Trenčín: 2014-2015
- Coppa di Slovacchia: 1

Trenčín: 2014-2015
- Campionato moldavo: 1

Sheriff Tiraspol: 2017
- Coppa di Cipro: 1

Pafos: 2023-2024
- Campionato cipriota: 1

Pafos: 2024-2025

### Individuale
- Capocannoniere del Campionato cipriota: 1

2022-2023 (18 reti)